# Piedra Clavada
Piedra Clavada es una extraña formación rocosa en el sur de Chile, de 40 metros de altura y solo unos pocos de ancho.
Se llega a Piedra Clavada después de una caminata de 2 horas que se inicia en el kilómetro 25 del camino a la Reserva Nacional Lago Jeinimeni desde Chile Chico.
La piedra está rodeada solo por coirones, y ha sido pulida por la erosión del viento durante los años.
Todo el lugar presenta extrañas formaciones rocosas y es común observar manadas de guanacos y otros animales estepáricos.
- Datos: Q6075254